# Horacio Rangel Ramírez
Horacio Rangel Ramírez (ur. 6 października 1983) – meksykański wioślarz.

## Osiągnięcia
- Mistrzostwa Świata – Poznań 2009 – czwórka podwójna wagi lekkiej – 5. miejsce[1].